# دنمن، نیو ساوت ولز
دنمن (به انگلیسی: Denman) یک شهرک در استرالیا است که در نیو ساوت ولز واقع شده‌است.